# Pierre Cathala
Pour les articles homonymes, voir Cathala.
Pierre Cathala, né le 22 septembre 1888 à Montfort-sur-Meu (Ille-et-Vilaine) et mort le 27 juillet 1947 à Paris (Seine), est un avocat et homme politique français.

## Biographie
Né le 22 septembre 1888 à Montfort-sur-Meu (Ille-et-Vilaine), Pierre Adolphe Juste est le fils d'Alfred Cathala, sous-préfet, et de Louise Pabot du Chatelard.
Il fait des études à Paris.
Un temps secrétaire général du Parti radical-socialiste, il s’en éloigne ensuite et constitue en 1935 le Parti radical indépendant. Il est député de Seine-et-Oise de 1928 à 1936, année de sa défaite contre un autre dissident radical, Lucien Camus, membre du Parti radical-socialiste Camille Pelletan. En mars 1930, il devient chef de cabinet de Pierre Laval, alors ministre du travail, avant d’être lui-même nommé sous-secrétaire d'État au travail et à la prévoyance sociale. En janvier 1931, il devient sous-secrétaire d’État à la présidence du Conseil, chargé de l’intérieur, puis ministre de l'Intérieur dans le troisième ministère Laval (14 janvier-16 février). Il a alors pour chef adjoint de cabinet le jeune René Bousquet. De juin 1935 à janvier 1936, il est ministre de l’agriculture.
Ayant épousé le 22 avril 1914 Mathilde Henriette Lagrange, fille du professeur Pierre-Félix Lagrange, originaire de Soumensac, il achète le château de ce petit village du Lot-et-Garonne et initie le classement en AOC du vignoble local des Côtes de Duras.
Alors qu'il présente sa candidature aux élections cantonales de 1934 à Aulnay-sous-Bois, il est battu au second tour par le communiste Louis Fernet.
En septembre 1939, Pierre Cathala est mobilisé à la justice militaire. De juillet à décembre 1940, il est secrétaire général des PTT. Après le retour de Laval au pouvoir, il est d’avril 1942 à août 1944 (856 jours) ministre secrétaire d’État à l’Économie nationale et aux Finances. En janvier 1944, il devient aussi secrétaire d’État à l’Agriculture, son porte-feuille étant élargi au Ravitaillement en mars 1944. Fidèle de Pierre Laval, Pierre Cathala poursuit la politique financière de son prédécesseur avec cependant une marge de manœuvre de plus en plus limitée par l’occupant.

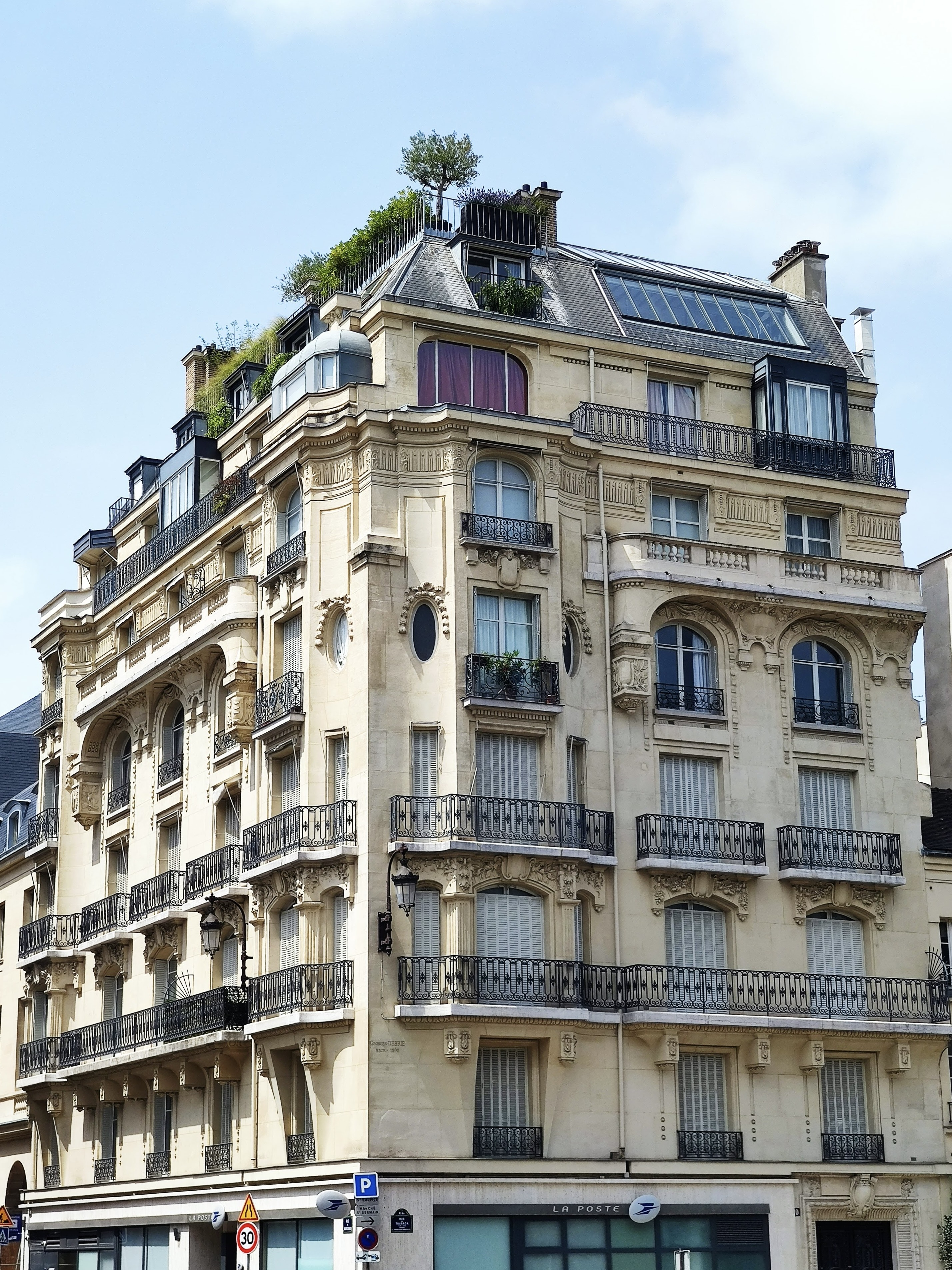
No 20, rue de Tournon, Paris.

Il habite 20, rue de Tournon à Paris lorsqu’il est inculpé, en 1945, d’atteinte à la sécurité extérieure de l’État.
Condamné par contumace à la Libération par la Haute Cour de justice, il vit presque jusqu’à ses derniers jours dans la clandestinité. Il meurt d’un infarctus du myocarde en juillet 1947.

## Distinction
- : Croix de guerre 1914-1918

## Pour approfondir